# Maximilian Albert

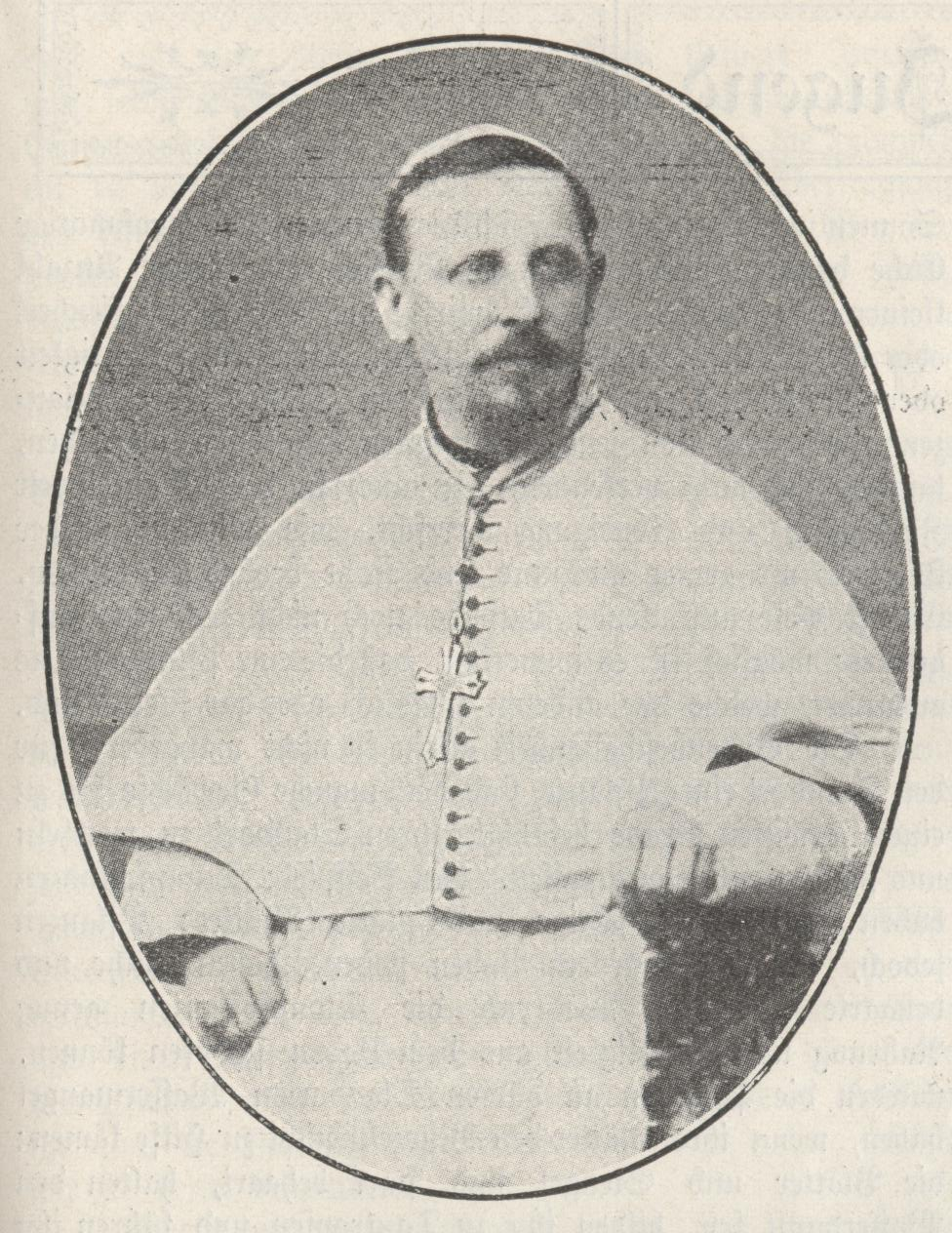
Bischof Maximilian Albert S.M.A., Apostolischer Vikar der Goldküste, 1901

Maximilian Albert SMA (* 17. August 1866 in Nürnberg; † 15. Dezember 1903 in Würzburg) war ein katholischer Priester aus Franken, Missionspater im Gebiet des heutigen Ghana, ab 1895 Apostolischer Präfekt, von 1901 an Apostolischer Vikar des Vikariats Goldküste.

## Leben

### Priester und Afrikamissionar
Maximilian Albert ist 1866 als Sohn eines Rechtsanwalts in Nürnberg, im Königreich Bayern geboren. Aus beruflichen Gründen des Vaters übersiedelte der Junge mit seinen Eltern schon in der Jugend nach Hagenau bzw. nach Straßburg, ins damals deutsche Reichsland Elsass-Lothringen. Dort besuchte er das Lyzeum, trat schließlich in den Orden der Lyoner Missionare ein (auch Gesellschaft der Afrikamissionen genannt) und studierte im Ordensseminar von Clermont-Ferrand. 
Am 14. Juli 1889 erhielt er zu Lyon die Priesterweihe und wurde noch im gleichen Jahr in die Mission entsandt. Er landete am 12. Oktober  1889 in Elmina an der damaligen Goldküste, im heutigen Ghana. In diesem Gebiet war sein noch junger Orden seit 1880 tätig. Regina Jach schreibt in ihrem Werk über Ghanaische Kirchen „Migration, Religion und Raum“, dass die Entsendung von Priestern in dieses Gebiet nahezu einem Todesurteil gleichgekommen sei. Der Apostolische Stuhl habe mit der Einrichtung der dortigen Mission, in einer Gegend, die als „Grab des weißen Mannes“ berüchtigt war, lange gezögert. Pater Albert wirkte zuerst auf der Missionsstation seines Ordens in Elmina (= portugiesisch für „Goldmine“), dann gründete er eine Niederlassung in Cape Coast, die sich sehr gut entwickelte. 1892 kehrte Maximilian Albert aus dem mörderischen Klima zur Erholung nach Europa zurück, fuhr aber am 11. Januar 1893 bereits wieder in seine Mission. 

### Apostolischer Präfekt
1896 wurde er zwecks Ernennung zum Apostolischen Präfekten erneut in die Heimat beordert. Am 6. September traf er hier ein und am 12. September fand die Kreierung zum Apostolischen Präfekten statt. Damit war er äußerlich einem Bischof gleichgestellt und leitete die gesamte Ordensmission an der Goldküste, besaß jedoch keine Weihevollmacht. Ab September 1896 wirkte Albert wieder in Afrika. Zu dieser Zeit hatten im gesamten Gebiet gerade nur fünf Priester eine Gelbfieber Epidemie überlebt. Die Mission war personell und finanziell ausgezehrt. Der Oberhirte begab sich schon bald auf eine Bettelreise nach Frankreich, Deutschland und Belgien, von wo er reiche Spenden, neue Missionare und Nonnen mitbrachte. Er verlegte wegen der besseren Infrastruktur seinen Sitz nach Cape Coast, wo sich die staatliche Regierungszentrale schon länger befand. Dort baute er auf dem Franz de Sales Hill ein neues Missionshaus mit Schule; eine weitere Schule in Saltpond.

### Bischof und Apostolischer Vikar
Als die Zahl von 5000 Getauften überschritten war, erhob Papst Leo XIII. die Region zum Apostolischen Vikariat, also zum „Bistum auf Probe“, wobei Maximilian Albert am 27. Mai 1901 zum ersten Apostolischen Vikar der Goldküste und Titularbischof von Hadriani ad Olympum ernannt wurde. Die Bischofsweihe erfolgte am 21. Juli des gleichen Jahres, in Lyon, durch den dortigen Erzbischof, Kardinal Pierre-Hector Coullié. Als Mitkonsekratoren fungierten die Bischöfe Jean-Amand Lamaze, Apostolischer Vikar von Zentral-Ozeanien und Louis-Callixte Lasserre, Apostolischer Vikar von Aden. 
Im November 1901 kehrte Monsignore Albert wieder in seine Missionsdiözese zurück und wurde dort begeistert empfangen, wie die Kirchenhistorie von Ghana berichtet. Die Bevölkerung hatte die Erhebung ihrer abgelegenen Region zur Diözese auch als eindeutige Ehrung durch den Papst empfunden. Während Alberts Pontifikat setzte sich der von ihm eingeleitete Aufschwung des kirchlichen Lebens fort. Er gründete eine weitere Niederlassung in Axim und begann mit dem Bau der Kathedrale von Cape Coast, wohin er zwar seinen Sitz verlegt hatte, ihm aber als „Bischofskirche“ nur ein zur Kapelle umgewandelter Schulsaal zur Verfügung stand. Außerdem reiste der Oberhirte am 21. September 1902 zu den deutschen Steyler Missionaren im Nachbarland Togo, um deren Kirche in Lomé einzuweihen. Darüber befindet sich in dem Buch Geschichte der Katholischen Kirche in Togo, von Pater Karl Müller SVD, ein sehr farbenfroher Bericht. Demnach wurde Msgr. Albert von 24 togolesischen Reitern mit weißen Hosen, schwarzem Rock, breiten Schärpen, buntbewimpelten Lanzen und einer deutschen Vortragefahne in der nächsten englischen Grenzstadt Denu abgeholt. Man trug ihn in einer Hängematte bis zum Strand nahe Lome, dort wurde er durch eine entgegengesandte Prozession empfangen und feierlich in die Stadt geleitet. Am 9. November 1902 fungierte er als Mitkonsekrator bei der Bischofsweihe von Joseph Antoine Lang, dem Apostolischen Vikar von Nigeria. Schon an Weihnachten 1902 erkrankte Albert ernstlich an Malaria und musste im Februar 1903 zur ärztlichen Behandlung nach Europa zurückkehren. Zu Würzburg, in seiner fränkischen Heimat, verstarb er bereits im Dezember des Jahres an den Folgen des Schwarzwasserfiebers. Die Trauer um den deutschen Oberhirten sei an der Goldküste sehr groß gewesen, konstatiert Regina Jach in „Migration, Religion und Raum“. Nachfolger als Apostolischer Vikar wurde 1904 der Schweizer Pater Isidor Klaus, der dem gleichen Missionsorden wie Maximilian Albert angehörte und ebenfalls schon nach ca. eineinhalbjährigem Pontifikat starb. Erst dessen Nachfolger, der Elsässer Franz Ignaz Hummel, konnte zwischen 1906 und 1924, in einer fast 20-jährigen Wirksamkeit als Apostolischer Vikar die Mission nachhaltig prägen und konsolidieren. Am 18. April 1950 erhielt das Apostolische Vikariat Goldküste den Rang einer regulären Erzdiözese der katholischen Kirche und heißt heute Erzbistum Cape Coast.

## Werke
- „Missionsgrüße von der Goldküste - Ein Stück Kultur- und Kirchen-Geschichte aus West-Afrika“, Verlag Kreuz und Schwert, 1898